# Belowda
Belowda – wieś w Anglii, w Kornwalii. Leży 59 km na północny wschód od miasta Penzance i 354 km na zachód od Londynu.